# Islândia nos Jogos Olímpicos de Verão de 2008
A Islândia participou dos Jogos Olímpicos de Verão de 2008 em Pequim, na China. O país estreou nos Jogos em 1912 e esta foi sua 18ª participação.

### 

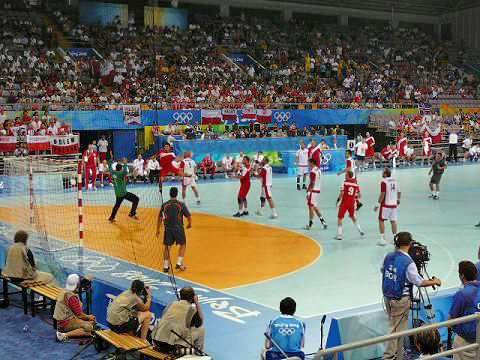
Equipe islandesa durante a partida contra a Polônia pelas quartas-de-final.

## Medalhas
| Atleta | Esporte | Evento    | Medalha |
| --- | --- | --------- | ------- |
| \| Alexander Petersson Arnór Atlason Ásgeir Örn Hallgrímsson Björgvin Páll Gustavsson Guðjón Valur Sigurðsson Hreiðar Guðmundsson Ingimundur Ingimundarson \| Logi Eldon Geirsson Ólafur Stefánsson Róbert Gunnarsson Sigfús Sigurðsson Snorri Steinn Guðjónsson Sturla Ásgeirsson Sverre Andreas Jakobsson \| | Handebol | Masculino | Prata   |
| Alexander Petersson Arnór Atlason Ásgeir Örn Hallgrímsson Björgvin Páll Gustavsson Guðjón Valur Sigurðsson Hreiðar Guðmundsson Ingimundur Ingimundarson | Logi Eldon Geirsson Ólafur Stefánsson Róbert Gunnarsson Sigfús Sigurðsson Snorri Steinn Guðjónsson Sturla Ásgeirsson Sverre Andreas Jakobsson |           |         |

## Desempenho

### Atletismo
Masculino
| Atletas               | Evento               | Preliminares | Preliminares | Final       | Final       |
| Atletas               | Evento               | Marca        | Posição      | Marca       | Posição     |
| --------------------- | -------------------- | ------------ | ------------ | ----------- | ----------- |
| Bergur Ingi Pétursson | Arremesso de martelo | 71,63m       | 25º          | Não avançou | Não avançou |

Feminino
| Atletas               | Evento              | Preliminares | Preliminares | Final       | Final       |
| Atletas               | Evento              | Marca        | Posição      | Marca       | Posição     |
| --------------------- | ------------------- | ------------ | ------------ | ----------- | ----------- |
| Þórey Edda Elísdóttir | Salto com vara      | 4,15m        | 23º          | Não avançou | Não avançou |
| Ásdís Hjálmsdóttir    | Lançamento de dardo | 48,59m       | 50º          | Não avançou | Não avançou |

### Badminton
Feminino
| Atleta              | Evento  | Fase de 64                            | Fase de 32             | Fase de 16             | Quartas                | Semifinais             | Final                  | Final       |
| Atleta              | Evento  | Adversário e resultado                | Adversário e resultado | Adversário e resultado | Adversário e resultado | Adversário e resultado | Adversário e resultado | Posição     |
| ------------------- | ------- | ------------------------------------- | ---------------------- | ---------------------- | ---------------------- | ---------------------- | ---------------------- | ----------- |
| Ragna Ingólfsdóttir | Simples | JPN E. Hirose D 0-2 (6-21; 7-19, ab.) | Não avançou            | Não avançou            | Não avançou            | Não avançou            | Não avançou            | Não avançou |

### Handebol
Masculino
| Equipe | Fase de grupos                                                                                            | Fase de grupos | Quartas de final       | Semifinal              | Final                  | Pos.             |
| Equipe | Adversário e resultado                                                                                    | Pos.           | Adversário e resultado | Adversário e resultado | Adversário e resultado | Pos.             |
| --- | --- | -------------- | ---------------------- | ---------------------- | ---------------------- | ---------------- |
| Alexander Petersson Arnór Atlason Ásgeir Örn Hallgrímsson Björgvin Páll Gustavsson Guðjón Valur Sigurðsson Hreiðar Guðmundsson Ingimundur Ingimundarson Logi Eldon Geirsson Ólafur Stefánsson Róbert Gunnarsson Sigfús Sigurðsson Snorri Steinn Guðjónsson Sturla Ásgeirsson Sverre Andreas Jakobsson | RUS Rússia V 33-31 GER Alemanha V 33-29 KOR Coreia do Sul D 21-22 DEN Dinamarca E 32-32 EGY Egito E 32-32 | 3º (Gr. B)     | POL Polônia V 32-30    | ESP Espanha V 36-30    | FRA França D 23-28     | Medalha de prata |

### Judô
Masculino
| Atleta                | Evento  | Preliminares           | Fase de 32                  | Fase de 16                 | Quartas                | Semifinais             | Repescagem             | Repescagem             | Repescagem             | Final                  | Final       |
| Atleta                | Evento  | Preliminares           | Fase de 32                  | Fase de 16                 | Quartas                | Semifinais             | 1ª fase                | Quartas                | Semifinais             | Final                  | Final       |
| Atleta                | Evento  | Adversário e resultado | Adversário e resultado      | Adversário e resultado     | Adversário e resultado | Adversário e resultado | Adversário e resultado | Adversário e resultado | Adversário e resultado | Adversário e resultado | Pos.        |
| --------------------- | ------- | ---------------------- | --------------------------- | -------------------------- | ---------------------- | ---------------------- | ---------------------- | ---------------------- | ---------------------- | ---------------------- | ----------- |
| Þormóður Árni Jónsson | +100 kg |                        | PUR P. Figueroa V 1000-0001 | IRI M. Roudaki D 0001-1000 | Não avançou            | Não avançou            | Não avançou            | Não avançou            | Não avançou            | Não avançou            | Não avançou |

### Natação
Masculino
| Atleta(s)              | Evento          | Eliminatórias | Eliminatórias | Semifinal   | Semifinal   | Final       | Final       |
| Atleta(s)              | Evento          | Tempo         | Posição       | Tempo       | Posição     | Tempo       | Posição     |
| ---------------------- | --------------- | ------------- | ------------- | ----------- | ----------- | ----------- | ----------- |
| Árni Már Árnason       | 50 m livre      | 22s81 (NR)    | 44º           | Não avançou | Não avançou | Não avançou | Não avançou |
| Örn Arnarson           | 100 m livre     | 50s68         | 49º           | Não avançou | Não avançou | Não avançou | Não avançou |
| Örn Arnarson           | 100 m costas    | 56s15         | 35º           | Não avançou | Não avançou | Não avançou | Não avançou |
| Jakob Jóhann Sveinsson | 100 m peito     | 1m02s50       | 47º           | Não avançou | Não avançou | Não avançou | Não avançou |
| Jakob Jóhann Sveinsson | 200 m peito     | 2m15s58       | 38º           | Não avançou | Não avançou | Não avançou | Não avançou |
| Hjörtur Már Reynisson  | 100 m borboleta | 54s17         | 52º           | Não avançou | Não avançou | Não avançou | Não avançou |

Feminino
| Atleta(s)                | Evento       | Eliminatórias | Eliminatórias | Semifinal   | Semifinal   | Final       | Final       |
| Atleta(s)                | Evento       | Tempo         | Posição       | Tempo       | Posição     | Tempo       | Posição     |
| ------------------------ | ------------ | ------------- | ------------- | ----------- | ----------- | ----------- | ----------- |
| Ragnheiður Ragnarsdóttir | 50 m livre   | 25s82         | 36º           | Não avançou | Não avançou | Não avançou | Não avançou |
| Ragnheiður Ragnarsdóttir | 100 m livre  | 56s35         | 35º           | Não avançou | Não avançou | Não avançou | Não avançou |
| Sigrún Brá Sverrisdóttir | 200 m livre  | 2m04s82       | 45º           | Não avançou | Não avançou | Não avançou | Não avançou |
| Sarah Blake Bateman      | 100 m costas | 1m03s82       | 41º           | Não avançou | Não avançou | Não avançou | Não avançou |
| Erla Dögg Haraldsdóttir  | 100 m peito  | 1m11s78       | 40º           | Não avançou | Não avançou | Não avançou | Não avançou |
| Erla Dögg Haraldsdóttir  | 200 m medley | 2m20s53       | 35º           | Não avançou | Não avançou | Não avançou | Não avançou |